# Radek Juška
Radek Juška (né le 8 mars 1993) est un athlète tchèque, spécialiste du saut en longueur.

## Biographie
En plein air, son meilleur saut est de 7,94 m, obtenu une première fois à Prague le 9 juin 2014 puis réédité le 2 août 2014 à Ostrava. Le 7 juillet 2016, le Tchèque échoue au pied du podium des Championnats d'Europe d'Amsterdam avec un saut à 7,93 m, même marque que le médaillé de bronze Ignisious Gaisah mais celui-ci s'impose au bénéfice d'un meilleur 2d essai (7,82 m contre 7,71 m).
Le 23 mai 2017, à Turnov, il porte son record personnel à 8,29 m. Il établit par la même occasion le nouveau record de République tchèque. 
Le 4 août, il remporte les concours des qualifications des championnats du monde de Londres avec un saut à 8,24 m. Malheureusement, il ne peut rééditer cette performance le lendemain et termine 10e avec 8,02 m. 
Le 27 août, en qualifications des Universiade de Taipei, il porte le record national à 8,31 m. Il est sacré le lendemain avec 8,02 m. 

## Palmarès
| Date | Compétition                       | Lieu        | Résultat | Marque |
| ---- | --------------------------------- | ----------- | -------- | ------ |
| 2015 | Championnats d'Europe en salle    | Prague      | 2e       | 8,10 m |
| 2015 | Championnats d'Europe par équipes | Heraklion   | 2e       | 7,73 m |
| 2015 | Championnats d'Europe espoirs     | Tallinn     | 2e       | 8,00 m |
| 2015 | Championnats du monde             | Pékin       | 11e      | 7,57 m |
| 2016 | Championnats du monde en salle    | Portland    | 10e      | 7,88 m |
| 2016 | Championnats d'Europe             | Amsterdam   | 4e       | 7,93 m |
| 2017 | Championnats d'Europe par équipes | Lille       | 3e       | 7,86 m |
| 2017 | Championnats du monde             | Londres     | 10e      | 8,02 m |
| 2017 | Universiade                       | Taipei      | 1er      | 8,02 m |
| 2018 | Championnats du monde en salle    | Birmingham  | 7e       | 7,99 m |
| 2018 | Championnats d'Europe             | Berlin      | 12e      | 7,73 m |
| 2019 | Championnats d'Europe en salle    | Glasgow     | 7e       | 7,79 m |
| 2021 | Championnats d'Europe par équipes | Cluj-Napoca | 2e       | 7,95 m |
| 2022 | Championnats d'Europe             | Munich      | 9e       | 7,66 m |
| 2023 | Championnats d'Europe en salle    | Istanbul    | 5e       | 7,94 m |
| 2023 | Championnats du monde             | Budapest    | 7e       | 7,98 m |
| 2024 | Jeux olympiques                   | Paris       | 10e      | 7,83 m |

## Records
| Épreuve          | Épreuve   | Performance | Lieu   | Date         |
| ---------------- | --------- | ----------- | ------ | ------------ |
| Saut en longueur | Plein air | 8,31 m (NR) | Taipei | 27 août 2017 |
| Saut en longueur | Salle     | 8,10 m      | Prague | 6 mars 2015  |